# Стара-Кресна
Стара-Кресна (болг. Стара Кресна) — село в Благоевградской области Болгарии. Входит в состав общины Кресна. Находится примерно в 8 км к северу от центра города Кресна и примерно в 27 км к югу от центра города Благоевград. По данным переписи населения 2011 года, в селе  проживал 71 человек.

## Население
| Год     | 1934 | 1946 | 1956 | 1965 | 1975 | 1985 | 1992 | 2001 | 2011 |
| ------- | ---- | ---- | ---- | ---- | ---- | ---- | ---- | ---- | ---- |
| Жителей | 434  | 659  | 527  | 444  | 271  | 185  | 121  | 99   | 71   |

| Национальность | Человек | Процент |
| -------------- | ------- | ------- |
| болгары        | 67      | 95,71%  |
| другие         | 3       | 4,29%   |
| Всего ответов  | 70      |         |

|  |